# Orta (Çankırı)
Pour les articles homonymes, voir Orta.
Orta est une ville et un district de la province de Çankırı dans la région de l'Anatolie centrale en Turquie.